# Kloetinge
Kloetinge est un village néerlandais. Il dépend de la commune de Goes en Zélande. Il comptait environ 3 000 habitants en 2003.

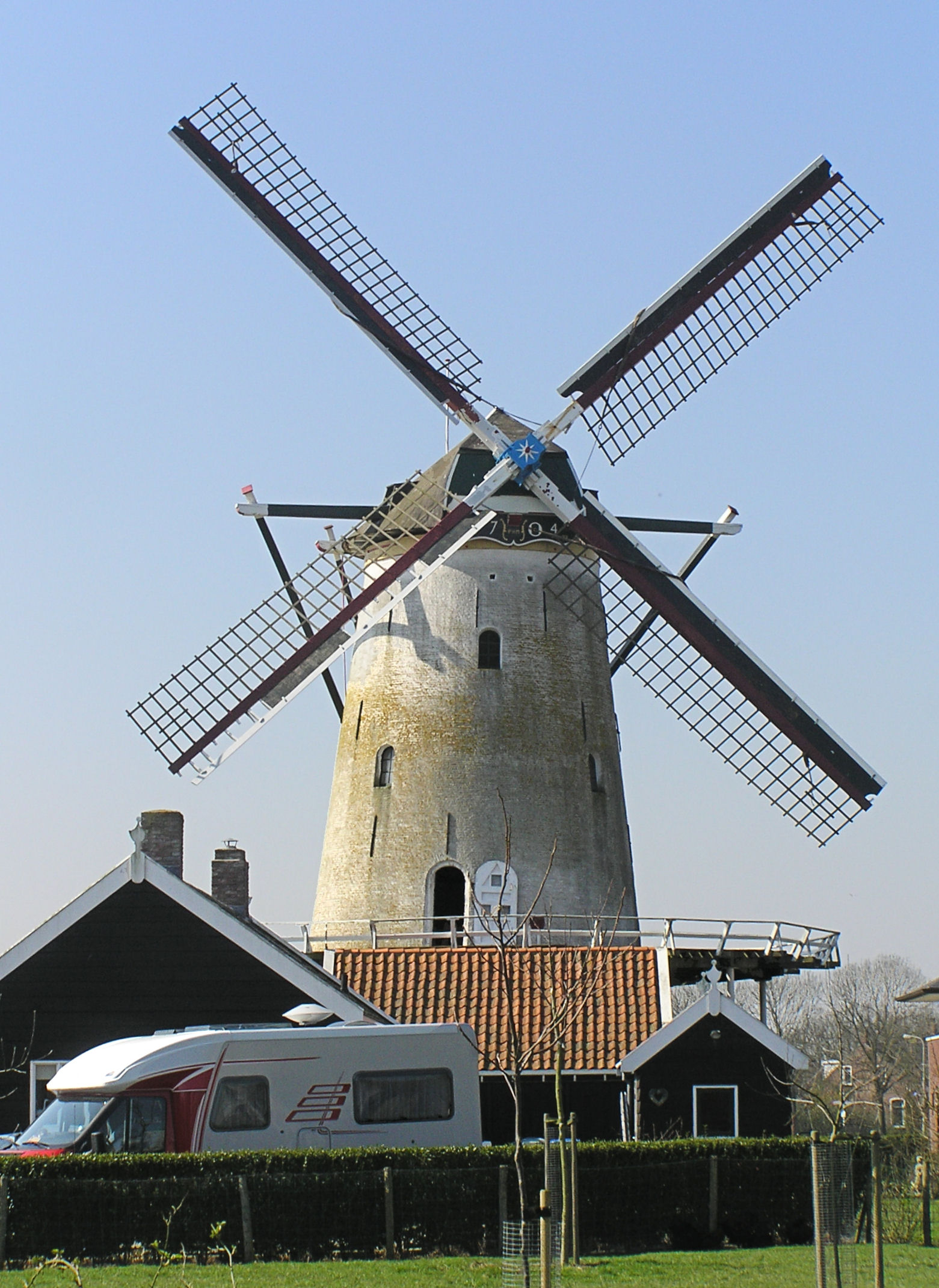
Un moulin à Kloetinge

-

## Habitants célèbres
- Christoph Hendrik Diederik Buys Ballot, météorologue néerlandais, est né à Kloetinge.
- Hans Warren, écrivain néerlandais, a habité à Kloetinge.